# 長鰭鯖鯊
長鰭鯖鯊（學名：Isurus paucus），又名長臂灰鯖鯊、長臂灰鯖鮫、馬加鯊，是鼠鯊科中大型的鯊魚，分佈在溫帶及熱帶的海域。
長鰭鯖鯊可長成超過4米長，背部呈深藍色，腹部呈白色。胸鰭與頭部一樣，或甚至更長，鰭身較闊。鼻尖較鈍，一般都不甚尖銳。上下顎的牙齒筆直。尾鰭呈半月型，有非常長及低的突出位。牠們一般都是較幼身的，闊的胸鰭代表牠們游得比其近親的尖吻鯖鯊較慢。
長鰭鯖鯊的陣速可以超過每小時60里，並且可以躍起至6米高。
長鰭鯖鯊是卵胎生的，妊娠期約為15-18個月。在長鰭鯖鯊母體內的胚胎會互相消耗對方來取得養份，每胎只有兩頭幼鯊出生，這是子宮內同類相食。
長鰭鯖鯊又名馬加鯊，「馬加」是來自毛利語的音譯。

## 保育狀況
其被列為《瀕危野生動植物種國際貿易公約》附錄二的物種，被限制出口及貿易。

## 註腳
1. ↑  Rigby, C.L., Barreto, R., Carlson, J., Fernando, D., Fordham, S., Francis, M.P., Jabado, R.W., Liu, K.M., Marshall, A., Pacoureau, N., Romanov, E., Sherley, R.B. & Winker, H. 2019. Isurus paucus. The IUCN Red List of Threatened Species 2019: e.T60225A3095898. https://doi.org/10.2305/IUCN.UK.2019-1.RLTS.T60225A3095898.en （页面存档备份，存于）. Downloaded on 25 July 2019.
2. ↑  .   [2006-08-11]. （原始内容存档于2019-09-09）.
3. ↑  .   [2006-08-11]. （原始内容存档于2016-03-03）.